# Joseph Lawrence
Pour les articles homonymes, voir Lawrence.
Joseph Lawrence est un acteur, compositeur, producteur et réalisateur américain né le 20 avril 1976 à Philadelphie en Pennsylvanie.

## Biographie
Joseph Lawrence est le fils de Donna Lawrence, une manager, et de Joseph Lawrence Sr., un courtier en assurance. Il a deux frères, tous deux acteurs, Andrew et Matthew.
Il a participé à la troisième édition de l'émission américaine Dancing with the Stars avec Edyta Sliwinska comme partenaire de danse. Ils terminent à la 3e place lors de la finale.
Il a joué dans Un mariage en blanc et dans la série Melissa and Joey avec Melissa Joan Hart.

## Filmographie

### Comme acteur

#### Cinéma
- 1985 : Les Chester en Floride (Summer Rental) : Bobby Chester
- 1988 : Danger haute tension (Pulse) : David Rockland
- 1988 : Oliver et Compagnie (Oliver & Company) : Oliver (voix)
- 1994 : Radioland Murders : Frankie Marshall
- 1995 : Dingo et Max (A Goofy Movie) : Chad (voix)
- 1999 : Desperate But Not Serious : Darby
- 1999 : Tequila Body Shots : Johnny Orpheus
- 2000 : Urban Legend 2 : Coup de grâce (Urban Legends: Final Cut) : Graham Manning
- 2001 : Voulez-vous connaître un secret ? (Do You Wanna Know a Secret?) : Hank Ford
- 2001 : A Christmas Adventure from a Book Called Wisely's Tales (vidéo) : Le chef de meute (voix)
- 2002 : Pandora's Box : Inspecteur Anderson
- 2006 : The Pool 2 (it) de Tiziano Pellegris : Lance Cooper
- 2006 : Rest Stop : Officier Michael Deacon
- 2006 : Emma's Chance : Kevin
- 2016 : Isle of the dead
- 2018 : Destined to ride : William Davidson
- 2020 : Money Plane d'Andrew Lawrence

#### Téléfilms
- 1982 : Scamps : Sparky
- 1983 : Little shots : Pete
- 1983 : Attendez que maman revienne (Wait Till Your Mother Gets Home!) : Chris Peters
- 1991 : Réclusion à mort (Chains of Gold) : Tommy
- 1993 : Olsen Twins Mother's Day Special : Chanteur
- 1995 : Prince for a Day : Ralph Bitondo / Ricky Prince
- 1996 : Brothers of the Frontier : Ethan Frye
- 1999 : Le Ranch du bonheur (Horse Sense) : Michael Woods
- 2001 : Romantic Comedy 101 : Mark Gibson
- 2001 : Vacances mouvementées (Jumping Ship) : Michael Woods
- 2004 : Les Règles secrètes du mariage (Love Rules!) : Michael Warner
- 2005 : Bow : Matt
- 2005 : Katya - Victime de la mode (Confessions of a Sociopathic Social Climber) : Ferguson
- 2006 : Android Apocalypse : Deecee
- 2009 : Mariage en blanc (My Fake Fiance) : Vince
- 2012 : Le Pacte de Noël (Hitched for the Holidays) : Robbie "Rob" Marino
- 2017 : Les mauvais choix de ma fille (Girl Followed) : Jim

#### Séries télévisées
- 1982 : Arnold et Willy : Joey
- 1982 : Ricky ou la belle vie : Joey Thompson
- 1983-1987 : Allô Nelly bobo : Joey Donovan
- 1993 : Almost Home : Jeff Thornton
- 1984 : Young People's Specials : Billy
- 1985 : ABC Afterschool Special : Mattie
- 1989 : Adventures in Babysitting : Brad Anderson
- 1993 : La maison en folie : Wade
- 1995 : The John Larroquette Show : Sonny Watkins
- 1995 : Something Wilder : J.J. Travis
- 1990 : Petite Fleur : Joey Russo
- 1995-1997 : Salut les frangins (Brotherly Love) : Joe Roman
- 1999 : Les Anges du bonheur : Jesse Archer
- 1999 : La Cour de récré : Franklin Dudikoff
- 2002 : The Zeta Project : Dex Finley
- 2002-2003 : Mes plus belles années : Michael Brooks
- 2003-2004 : Run of the House : Kurt Franklin
- 2005-2006 : Half & Half : Brett Mahoney
- 2007 : Les Experts : Manhattan (C.S.I.: NY) : Clay Dobson
- 2007-2008 : Kuzco, un empereur à l'école : Dirk Brock
- 2013 : Californication : Brian
- 2010-2015 : Melissa and Joey : Joseph "Joe" Longo
- 2017 : Return of the Mac : Joey Lawrence
- 2017-2019 : Hawaii 5-0 : Aaron Wright
- 2019 : Dollface : Joey Lawrence

### Comme compositeur
- 2001 : Vacances mouvementées (Jumping Ship)

### Comme producteur
- 1999 : Le Ranch du bonheur (Horse Sense)

### Comme réalisateur

#### Séries télévisées
- 1995 : Salut les frangins (Brotherly Love)

## Voix françaises
- Sébastien Desjours[1] dans (les téléfilms) :
  - Les Règles secrètes du mariage
  - Mariage en blanc
  - Le Pacte de Noël
  - Les mauvais choix de ma fille
  - Je promets de te retrouver ma fille
  - Tempête sous un toit
- Constantin Pappas[1] dans :
  - Urban Legend 2
  - Android Apocalypse (téléfilm)
- Thierry Ragueneau[1]  dans : 
  - Salut les frangins (série télévisée)
  - Le Ranch du bonheur
- Laurent Mantel[1] dans (les séries télévisées) :
  - Mes plus belles années
  - Les Experts : Manhattan
- Marie-Laure Beneston[1] dans Les Chester en Floride
- Renaud Tissier dans Oliver et Compagnie (voix)
- Charles Pestel dans Dingo et Max (voix)
- Hervé Rey[1] dans Petite Fleur (série télévisée)
- Alexandre Gillet[1] dans Vacances mouvementées
- Donald Reignoux[1] dans Half and Half (série télévisée)
- Nessym Guetat[1] dans Together again for the First time
- Paolo Domingo[1] dans Californication (série télévisée)